# نوريس هوبر
نوريس هوبر (بالإنجليزية: Norris Hopper)‏ هو لاعب كرة قاعدة أمريكي، ولد في 24 مارس 1979 في شيلبي في الولايات المتحدة.

## وصلات خارجية
- نوريس هوبر على موقع دوري كرة القاعدة الرئيسي (الإنجليزية)
- نوريس هوبر على موقعبيزبول رفرنس.كوم (الدوري الرئيسي) (الإنجليزية)
- نوريس هوبر على موقعبيزبول رفرنس.كوم (الدوري الثانوي) (الإنجليزية)
- نوريس هوبر على موقع إي إس بي إن.كوم (أم.أل.بي) (الإنجليزية)
- نوريس هوبر على موقع مشجعي الرسوم البيانية (الإنجليزية)